# Zenón M. Pereyra
Zenón M. Pereyra ist ein Astronom, der bis ungefähr 1980 mit Juan J. Rodríguez am Observatorio Astronómico de Córdoba arbeitete und einen Asteroiden und einen Kometen entdeckte.

## Entdeckungen
| Asteroid/Komet      | Asteroidentyp                              | Entdeckungsdatum   | Provisorische Bezeichnung(en)                             |
| ------------------- | ------------------------------------------ | ------------------ | --------------------------------------------------------- |
| (1769) Carlostorres | Äußerer Asteroidengürtel (Koronis-Familie) | 17. September 1945 | 1941 SY1; 1951 WN1; 1954 LA; 1955 QC1; 1965 UT1; 9584 P-L |
| C/1963 R1 (Pereyra) |                                            |                    |                                                           |

### Wiederentdeckungen
Folgende Kometen wurden von Peryra wiederentdeckt:
- 36P/Whipple (1969)
- 47P/Ashbrook-Jackson (1970)
- 49P/Arend-Rigaux (1970)
- 19P/Borrely (1973)
- 47P/Ashbrook-Jackson (1977)
- 36P/Whipple (1977)
- 49P/Arend-Rigaux (1977)